# Donald garde-champêtre
Série Donald Duck
Pour plus de détails, voir Fiche technique et Distribution.
Donald garde champêtre (Truant Officer Donald) est un court métrage d'animation américain des studios Disney avec Donald Duck, sorti le 1er août 1941.

## Synopsis
Les neveux de Donald ont décidé de  faire l'école buissonnière, mais leur oncle, chargé de veiller à ce que tous les enfants aillent en classe, ne l'entend pas  de cette oreille...

## Fiche technique
- Titre original : Truant Officer Donald
- Titre français : Donald garde-champêtre
- Série : Donald Duck
- Réalisation : Jack King
- Scénario : Carl Barks, Jack Hannah
- Animation : Paul Allen, Jim Armstrong, Ed Love
- Musique : Oliver Wallace
- Production : Walt Disney
- Société de production : Walt Disney Productions
- Société de distribution : RKO Radio Pictures
- Format : Couleur (Technicolor) - 1,37:1 - Son mono (RCA Sound System)
- Durée : 8 min
- Langue : Anglais
- Pays :  États-Unis
- Dates de sortie :  États-Unis : 1er août 1941[1].

## Voix originales
- Clarence Nash  : Donald Duck / Huey (Riri) / Dewey (Fifi) / Louie (Loulou)

## Voix françaises
- Sylvain Caruso : Donald Duck, Riri, Fifi et Loulou

## Commentaires
Contrairement à ce qu'indique le titre français, Donald n'est pas garde-champêtre mais un officier de police spécialement chargé de faire la chasse aux écoliers absentéistes.

## Nomination
Donald garde-champêtre  est nommé en 1942 à l'Oscar du meilleur court-métrage d'animation (Academy Award for Best Animated Short Film / Best Short Subject, Cartoons).

## Titre en différentes langues
D'après IMDb :
- Suède  : Kalle Anka  som moralens väktare

## Sorties DVD
- Les Trésors de Walt Disney : Donald de A à Z, 1re partie (1934-1941).